# Castelo Real de Ciergnon

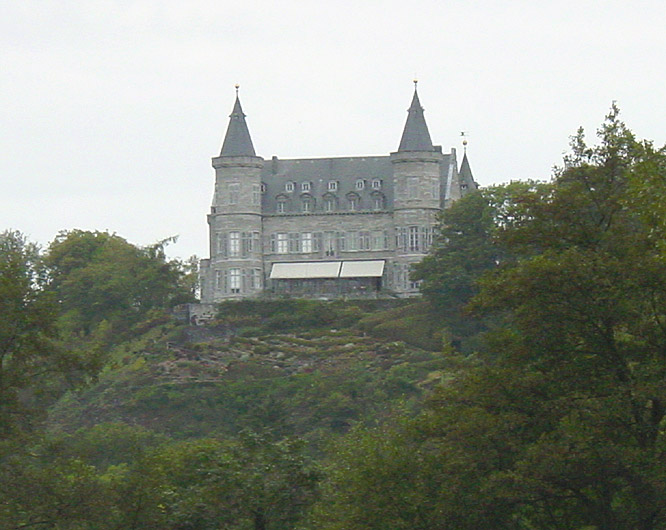
O Castelo Real de Ciergnon em 2005.

O Castelo Real de Ciergnon é a residência de verão da família real belga. Está situado perto da cidade de Ciergnon, no município de Houyet, Bélgica.

## História
O vasto terreno, com suas árvores e rio, foi adquirido em 1840, pelo rei Leopoldo I da Bélgica, a pedido de sua segunda esposa, Luísa Maria d'Orleães. Uma cabana de caça foi erguida primeiramente em um terraço com uma bela vista do vale florestado.
O atual castelo foi construído a mando de Leopoldo II da Bélgica, por Alphonse Balat. Desde então, serve como um recanto para a família real belga. Em 1960, o rei Balduíno I apresentou sua noiva, Fabiola de Mora y Aragón, à imprensa no castelo.
Os três filhos do rei Filipe da Bélgica, Isabel, Gabriel e Emanuel, foram batizados na capela do Castelo de Ciergnon.
A família real belga também possui outros castelos nas redondezas de Ciergnon. O Castelo de Fenffe também é utilizado como recanto pelo duque de Brabante e sua família. O Castelo de Ardenne foi convertido em um hotel de luxo, por desejo do rei Leopoldo II. Foi abolido depois da Segunda Guerra Mundial e destruído por um incêndio, em 1968.